# Allégations nutritionnelles et de santé

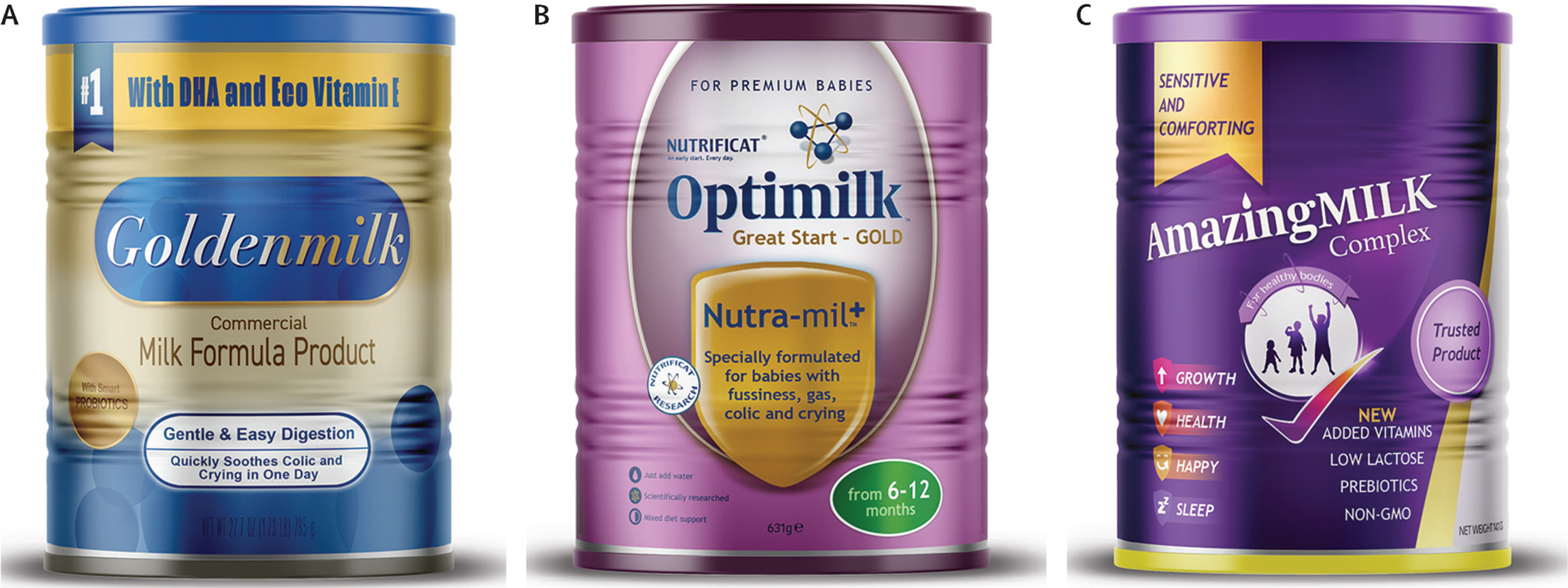
Exemple d’allégation de santé. Sur l’image, l’emballage étiqueté "C" (le premier à droite) contient des allégations liées à la croissance ("growth"), la santé ("health"), le bonheur ("happiness") et un meilleur sommeil ("improved sleep").

Les allégations nutritionnelles et de santé sont des allégations communiquant ou suggérant qu’une denrée alimentaire possède des propriétés nutritionnelles bénéfiques. Le concept d'« allégation nutritionnelle » est une variante de la position de l'Organisation des Nations unies pour l'alimentation et l'agriculture (FAO) : allégations relatives à la nutrition dans l'étiquetage des denrées alimentaires (en). Pour certains produits des risques et dangers d'allergie ou de toxicité existent ou pourraient exister pour le fœtus, pour la femme enceinte, pour l'enfant allaité dans le cas d'un usage normal et a fortiori en cas de mésusage de ces produits. « Sans vigilance sanitaire, il n'y a pas de notification et donc pas d'effet indésirable recensé d'où une fausse impression de sécurité » rappelle un rapport académique de 2011 ; En France ce sont l'AFSSA et l'AFSSAPS qui ont répertorié les quelques alertes faites par les praticiens.
En lien avec l'étiquetage environnemental, ces allégations font l'objet de réflexions pour des règles éthiques, juridiques et de traçabilité cadrage.

## Dans l'Union européenne
Dans l'Union européenne, la notion d'allégation nutritionnelle concerne la teneur en certains nutriments et la manière dont un produit peut s'en prévaloir. Elles sont régies par Règlement européen N° 1924/2006 (20 décembre 2006) modifié le 18 janvier 2007, relatif aux allégations nutritionnelles et de santé portant sur les denrées alimentaires (dont compléments alimentaires). 

Issues du même règlement européen, les « allégations de santé » font référence à un lien entre certains nutriments et une meilleure santé (soit générale, soit spécifique), en excluant un effet curatif. Un ré-examen par une autorité européenne, l'AESA, de toutes les allégations de santé existantes est en cours, l'ensemble des décisions devant intervenir avant fin 2012.

## En France
En France un décret de 2010  invite à déclarer d'éventuels effets indésirables à la nouvelle agence ANSES. Trois ans après l'entrée en vigueur du Règlement européen N° 1924/2006, les Académies nationales de Médecine et de Pharmacie ont produit 9 recommandations et aborde en annexe le marché et l'industrie des compléments alimentaires en France, les aliments et médicaments, la formation en nutrition des étudiants en Pharmacie, l'audition des experts, la sécurité d'emploi des compléments alimentaires. 
Les deux Académies (Médecine, Pharmacie) estiment que « la dénomination « complément alimentaire » est inadaptée pour les plantes dans sa traduction française : en effet, ce ne sont pas des compléments « nutritionnels » destinés à compléter une alimentation normale mais des « suppléments alimentaires » utilisés dans certaines conditions bien précises et pour un temps limité ce qui rejoint l’intitulé international de « dietary supplements » », et que les « compléments alimentaires » « (selon la Directive européenne 2002/46/CE reprise en France par le Décret 2006/356 du 20 mars 2006) à base de plantes occupent une place à part et nécessitent un statut particulier à chaque État membre car il n’existe aucun consensus au niveau européen », regrette que « les critères de recul d’utilisation et d’usage traditionnel ne soient pas reconnus officiellement pour les "compléments alimentaires" à base de plantes alors qu’ils sont pris en compte pour l’évaluation de l’intérêt et la mise sur le marché des médicaments qui renferment des plantes analogues ». Elles demandent aussi une liste de plantes autorisées avec leurs conditions d’emploi (en précisant les parties utilisées et leur mode de préparation) soit publiée par les autorités nationales de tutelle après avis d'un Comité d'experts et« d’éviter, voire de refuser, toute forme d’innovation trop « provocatrice » en utilisant des plantes pour lesquelles les connaissances chimio‐ pharmaco‐ toxicologiques et le recul d’utilisation sont scientifiquement insuffisantes ». Elles voudraient aussi que ces plantes et leurs principes actifs soient - tant que possible décrits conformément « aux monographies de la Pharmacopée européenne ou à défaut d'une Pharmacopée nationale d'un État membre ».

## Effets
Ces allégations nutritionnelles et de santé peuvent avoir un effet inverse à celui escompté : en situation d'achat en point de vente, un phénomène de surcharge informationnelle due à l'offre pléthorique et aux sollicitations trop nombreuses auxquelles le consommateur est soumis peuvent le détourner du produit ou ne plus prendre en compte ces allégations.